# Império do Espírito Santo de São Mateus

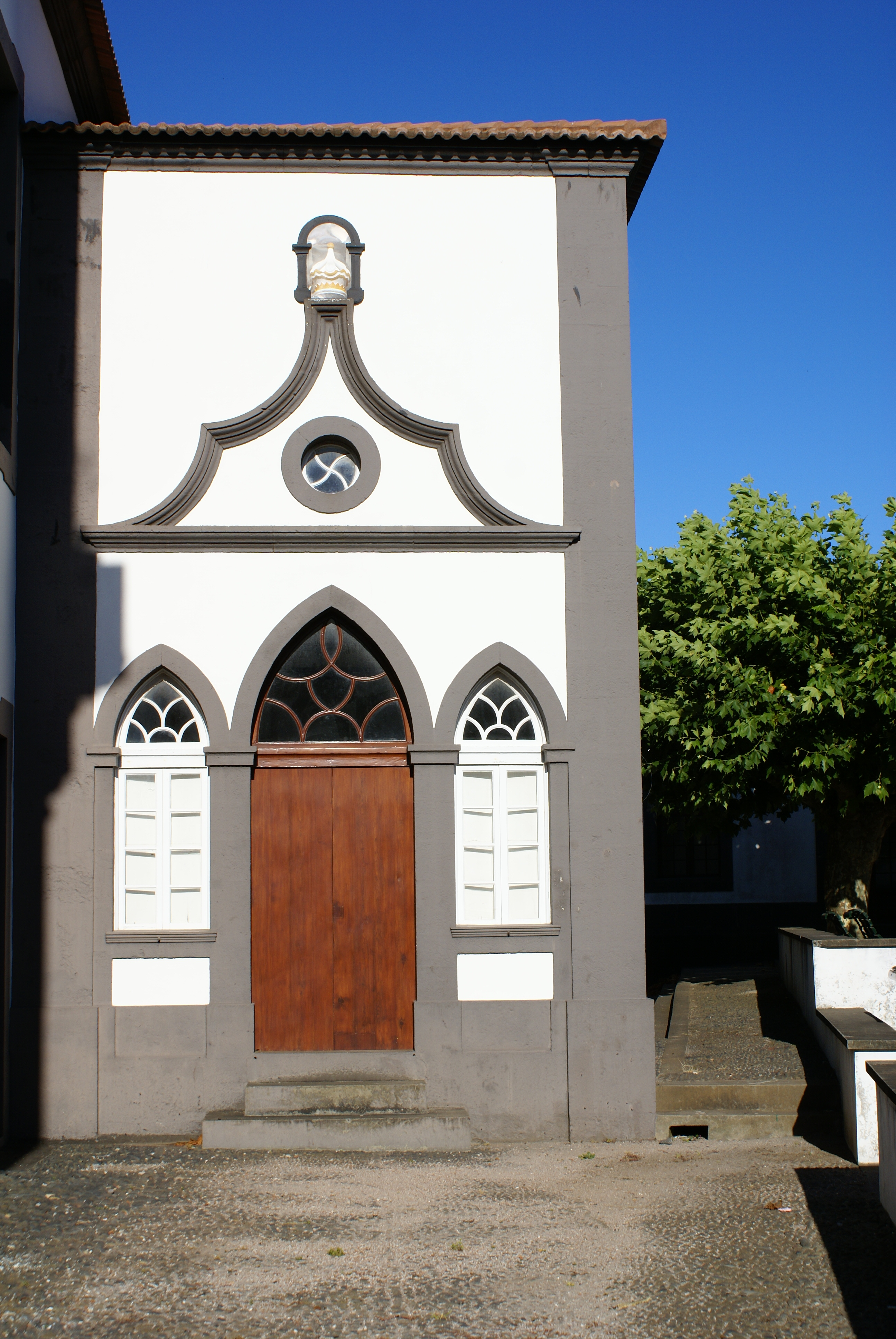
Império do Espírito Santo de São Mateus.

O Império do Espírito Santo de São Mateus é um Império do Espírito Santo português que se localiza no lugar de São Mateus, na Vila da Praia, concelho de Santa Cruz da Graciosa, ilha Graciosa, arquipélago dos Açores.
Este império encontra-se adoçado à Igreja de São Mateus.